# André Guillaume Resnier de Goué
Pour les articles homonymes, voir Resnier.
André Guillaume Resnier de Goué, né à Angoulême le 30 juillet 1729, mort à Angoulême le 2 février 1811, est un général de brigade de la Révolution française.

## Biographie

### Le soldat
André Guillaume Resnier de Goué est le fils de Nicolas Resnier, greffier en chef de la sénéchaussée et siège présidial d'Angoumois, et de Marguerite Thevet de La Combedieu. Il est le frère du maire d'Angoulême André Resnier (1726-1810) et du général André de Resnier (1734-1794).
Il s'engage comme enseigne au régiment de Rouergue le 24 mars 1745. Il passe ensuite au corps du génie. Il devient capitaine au régiment de Vermandois à 17 ans à peine. Il participe avec son régiment en 1752 à la poursuite de Mandrin. Il est de l'ambassade extraordinaire du roi de France à Mohammed Ben Abdellah, sultan du Maroc en 1766. Il s’embarque ensuite pour les Antilles en 1767 pour une mission de maintien de l’ordre. Il est fait chevalier de l’ordre royal et militaire de Saint-Louis le 25 juin 1770.
Il prend part à toutes les campagnes de l'armée royale et de l'armée de la République. Il est promu maréchal de camp le 24 septembre 1792. Accusé de noblesse, il est destitué le 14 avril 1794 mais réintégré trois mois plus tard dans son grade et rappelé au service. Mis à la retraite de général de brigade le 20 septembre 1796 et n'ayant pu obtenir un logement parmi les vétérans à Paris, il s'installe alors dans sa ville natale.

### L’écrivain utopiste

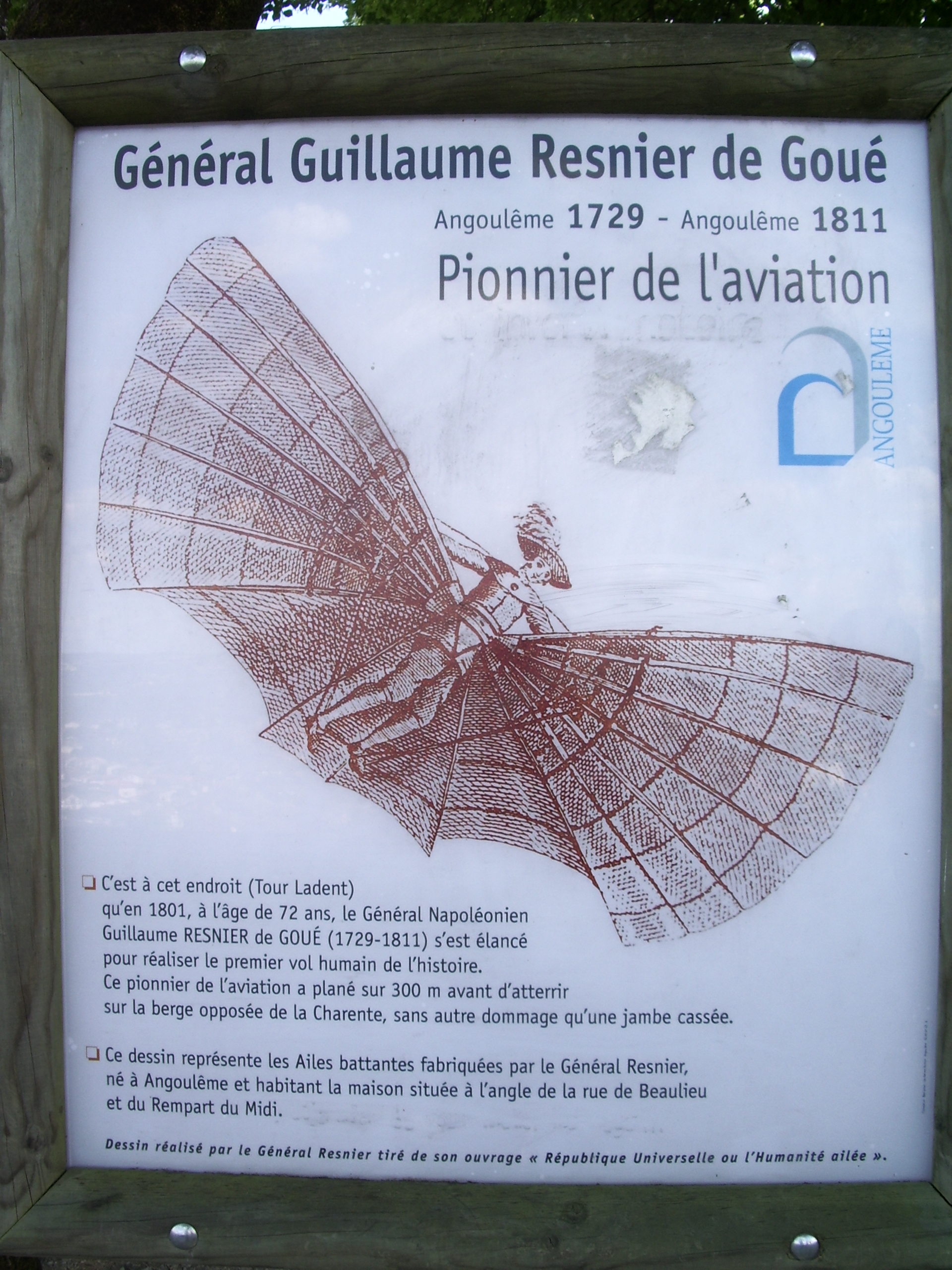
Plaque commémorative sur le rempart de Beaulieu

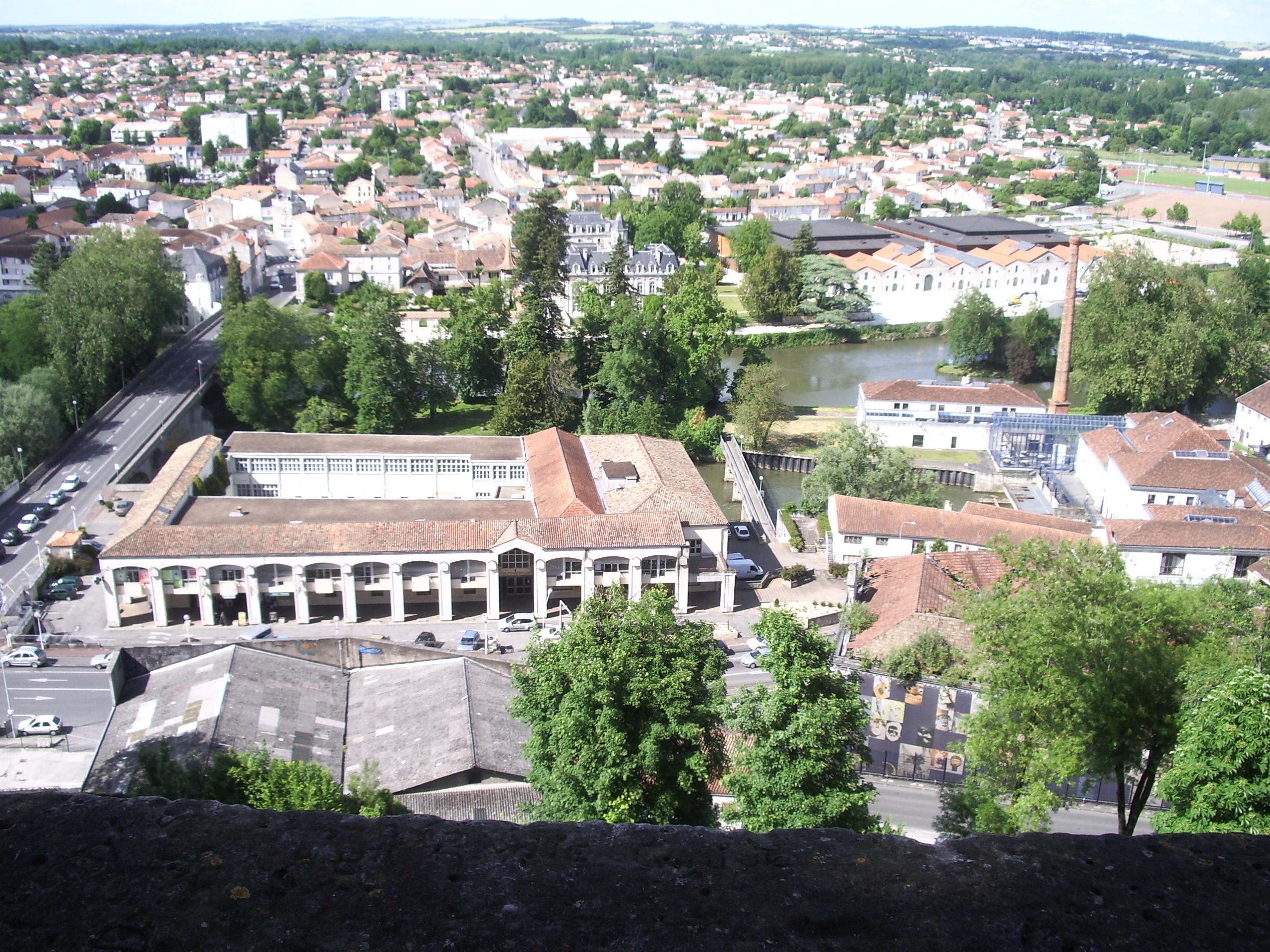
Vue du rempart de Beaulieu d'où s'envola le Général vers la Charente

Son ouvrage, la République Universelle ou l’humanité ailée réunie sous l’Empire de la Raison, parait à Genève en 1788, sous le pseudonyme de Reinser II. Cet ouvrage décrit son projet utopique de république universelle avec ses lois constitutives, ses cités, ses édifices. Il décrit enfin le vol comme remède à tous les maux. Visionnaire, il imagine déjà une milice ailée, précurseur de l’armée de l’air.
« Ce nouvel organe ménage avec l’attitude la plus commode la facilité de battre le briquet, d’allumer des balles incendiaires et de les jeter à volonté. » (p. 54) 
Une pièce de théâtre du nom de La Chasse à la Grand’ Bête fait également partie de l’ouvrage.

### Le précurseur de l’aviation
Son premier essai relaté dans son ouvrage La République Universelle a lieu en 1787 dans un lieu non précisé. Il s’élance dans un appareil de grande envergure (6 mètres) mû par les bras et les jambes, avec des ailes représentant une surface de 17 m2. Cet essai est un échec car il ne cherche pas à s’envoler (ou planer) depuis une hauteur mais vise à s'envoler en battant simplement des ailes.
C'est en 1801, que Guillaume Resnier va effectuer une série de nouvelles tentatives à Angoulême. Le premier essai de « vol ramé » n'est pas couronné de succès. S'élançant du parapet de Beaulieu, il se jette dans le vide en agitant les ailes en fil de fer recouvert de taffetas ciré. Il ne fait que dévaler de rocher en rocher.
La deuxième tentative, demi-réussite, lui vaut un bain forcé dans la Charente. Parti du pont, haut de 5 mètres, reliant le quartier Saint-Cybard à Angoulême, il tombe dans l'eau au bout de 50 mètres de vol.
Enfin son troisième et dernier essai, au printemps 1801, est une réelle réussite. Il parcourt 300 mètres en s'élançant du haut des remparts de la ville et ne se casse qu'une jambe à l'arrivée.
Il meurt à Angoulême le 2 février 1811.
Une plaque commémorative est apposée sur le rempart de Beaulieu ainsi que sur le rempart du Nord à Angoulême. Un panneau rappelle son rôle de précurseur de l’aviation au musée de l’air du Bourget.